# Diastosphya
Diastosphya is een kevergeslacht uit de familie van de boktorren (Cerambycidae). De wetenschappelijke naam van het geslacht werd voor het eerst geldig gepubliceerd in 1920 door Aurivillius.

## Soorten
Diastosphya omvat de volgende soorten:
- Diastosphya agetes Dillon & Dillon, 1952
- Diastosphya albisetosa Dillon & Dillon, 1952
- Diastosphya bimaculata Dillon & Dillon, 1952
- Diastosphya fuscicollis Aurivillius, 1920